# Cervatos de la Cueza
Cervatos de la Cueza est une commune d'Espagne de la province de Palencia dans la communauté autonome de Castille-et-León. Elle fait partie de la comarque naturelle de Tierra de Campos. C'est aussi le nom du chef-lieu de la commune. Le territoire de la commune est traversé par le Camino francés du Pèlerinage de Saint-Jacques-de-Compostelle, qui passe par les localités de Cervatos de la Cueza et de Calzadilla de la Cueza.

## Démographie
| 1900 | 1910 | 1920 | 1930 | 1940 | 1950 | 1960 | 1970 | 1981 | 1991 |
| 808  | 776  | 727  | 874  | 884  | 860  | 818  | 505  | 481  | 431  |

## Culture et patrimoine

### Pèlerinage de Compostelle
Sur le Camino francés du Pèlerinage de Saint-Jacques-de-Compostelle, on vient de Carrión de los Condes, par une variante sud.
La prochaine halte est San Román de la Cuba, en continuant sur la variante sud ; ou bien Calzadilla de la Cueza, en revenant sur le chemin principal plus au nord.

### Sources et bibliographie
- (es) Cet article est partiellement ou en totalité issu de l’article de Wikipédia en espagnol intitulé « Cervatos de la Cueza » (voir la liste des auteurs).
- Grégoire, J.-Y. & Laborde-Balen, L. , « Le Chemin de Saint-Jacques en Espagne - De Saint-Jean-Pied-de-Port à Compostelle - Guide pratique du pèlerin », Rando Éditions, mars 2006,  (ISBN 2-84182-224-9)
- « Camino de Santiago St-Jean-Pied-de-Port - Santiago de Compostela », Michelin et Cie, Manufacture Française des Pneumatiques Michelin, Paris, 2009,  (ISBN 978-2-06-714805-5)
- « Le Chemin de Saint-Jacques Carte Routière », Junta de Castilla y León, Editorial Everest